# Малинова (Даугавпилсский край)
Малинова (латыш. Maļinova) — населённый пункт в Аугшдаугавском крае Латвии. Административный центр Малиновской волости. Находится у автородоги A13. Расстояние до города Даугавпилс составляет около 20 км. По данным на 2015 год, в населённом пункте проживало 402 человека. Есть волостная администрация, дом культуры, библиотека, фельдшерский пункт, Ильинская православная церковь.

## История
Малинова выросла на месте бывшей деревни Малиновка, в послевоенное советское время населённый пункт был центром Малиновского сельсовета Даугавпилсского района. В селе располагался колхоз «Знамя Октября».